# Karczew
Karczew (udtale: [ˈkart͡ʂɛf]; Yiddish: קארטשעוו Kartshev)  er en by der ligger i det østlige, centrale Polen, i den centrale del af voivodskabet Masovien (Województwo mazowieckie) og har 9.566(2021) indbyggere og et areal på	29,01 km². Den er en del af powiatet (amt) Otwock. Karczew er en del af Warszawas hovedstadsområde og ligger på højre bred af floden Wisła.

## Historie
Karczew blev tildelt byrettigheder af den polske kong Sigismund 1. af Polen i 1548. Administrativt lå den i Masovian Voivodeship i provinsen Storpolen  i Kongeriget Polens krone.
Under Felttoget i Polen i 1939, som startede Anden verdenskrig, blev Karczew erobret af tyske tropper, som  11. september  gennemførte en massakre på 75 polakker på den lokale markedsplads.